# Дбарва (район)
Дбарва — район зоби (провінції) Дебуб, що в Еритреї. Столиця — місто Дбарва.